# Ядов, Богдан Константинович
Богдан Константинович Ядов (род. 27 ноября 1996) — украинский дзюдоист, чемпион и призёр первенств Украины среди юниоров, кадетов и молодёжи, чемпион Украины 2014 и 2016 годов, чемпион (2022) и бронзовый призёр (2023) чемпионатов Европы, бронзовый призёр летней Универсиады 2015 года в командном зачёте. Выступает в полулёгкой весовой категории (до 66 кг).

## Чемпионаты Украины
- Чемпионат Украины по дзюдо 2014 — ;
- Чемпионат Украины по дзюдо 2016 — ;